# Aulacorhynchus wagleri
O Aulacorhynchus wagleri, conhecido como tucaninho-mexicano ou tucaninho-da-serra-madre-do-sul (Aulacorhynchus wagleri) é uma espécie de ave da família dos tucanos Ramphastidae.
É endêmica do sudoeste do México.